# Siège de Salins (1674)
Guerre de Hollande
Batailles
- Groenlo (06-1672)
- Solebay (06-1672)
- Coevorden (06-1672)
- Nimègue(07-1672)
- Groningue (07-1672)
- Saint-Lothain (02-1673)
- Schooneveld (1re) (06-1673)
- Maastricht (06-1673)
- Schooneveld (2de) (06-1673)
- Texel (08-1673)
- Bonn (11-1673)
- Arcey (01-1674)
- Pesmes (02-1674)
- Gray (02-1674)
- Scey-sur-Saône (03-1674)
- Chariez (03-1674)
- Vesoul (03-1674)
- Arbois (03-1674)
- Orgelet (03-1674)
- Besançon (04-1674)
- Dole (05-1674)
- Sinsheim (06-1674)
- Salins (06-1674)
- Belle-Île (06-1674)
- Lure (07-1674)
- Faucogney (07-1674)
- Sainte-Anne (07-1674)
- Fort-Royal (07-1674)
- Seneffe (08-1674)
- Entzheim (10-1674)
- Mulhouse (12-1674)
- Turckheim (01-1675)
- Stromboli (02-1675)
- Fehrbellin (06-1675)
- Salzbach
- Consarbrück
- Alicudi
- Agosta
- Palerme
- Maastricht
- Philippsburg
- Valenciennes
- Cambrai
- Saint-Omer
- Tobago
- La Peene (Cassel)
- Ypres
- Rheinfelden (07-1678)
- Saint-Denis

Le siège de Salins de 1674 est un conflit de la seconde conquête de la Franche-Comté que subit la cité de Salins dans le comté de Bourgogne (Franche-Comté), du 4 au 21 juin 1674. Avant-dernier siège de l'histoire de la ville de Salins, il oppose les Français conduits par le duc de la Feuillade à la garnison comtoise commandée par le conseiller au parlement Charles Pelissonnier. Cette bataille est décisive dans le sens ou Salins représente la dernière réserve de soldats du comté de Bourgogne après la chute de Besançon. 

## Contexte
Le 14 février 1674, 6 000 hommes entrent en Franche-Comté sous la conduite du duc de Navailles. Le Magistrat de Salins réclame des soldats et de l'argent au gouverneur du comté de Bourgogne, don Fransisco Gonzalès d'Alveida, qui fait expédier la garnison de Lons-le-Saunier. Le 31 mars, le comte de Vaudémont arrive à Salins pour assurer sa défense, mais devant le péril imminent que courait Arbois, il s'y rend accompagné de la garnison et des bourgeois de Salins. 
Après la victoire au siège d'Arbois, le comte veut libérer Poligny, ce qu'il réussit. De retour à Salins, il fait préparer la défense de celle-ci.
Côté français, après la victoire des Français à Dole, le roi Louis XIV rentre à Paris et laisse l'armée sous le commandement du duc de la Feuillade. Le reste de l'armée française peut maintenant s'en prendre à la ville de Salins, dernière place majeure du comté de Bourgogne.

## La garnison de Salins

### Les commandants
Le commandement des troupes comtoises est multiple et complexe. Dans la ville même de Salins, il est double. Il y a d'une part : 
- son maire, Jérôme de Boutechoux-Chavannes, nommé dès 1673 pour restaurer les remparts, qui commande les troupes
- et d'autre part, le conseiller au parlement, Charles Pelissonnier, personnage politique comtois central de l'époque, nommé responsable de la défense de la ville par le gouverneur du comté.

Les forts entourant Salins, Saint-André, Belin, Saint-Martin et de Bracon, sont sous les ordres du mestre de camp Guillaume de Pontamougeard, ce commandement étant indépendant de celui de la ville. 
On trouve enfin deux corps de troupes autonomes : un détachement de l'armée impériale commandé par le comte de Berg et une troupe de renfort venant de Mont-sous-Vaudrey, commandée par le célèbre capitaine Lacuzon.

### Les troupes
- La garnison de Salins
  - 2 compagnies de volontaires d'Arbois et Poligny
  - 1 compagnie franche du colonel Chappuis
  - 4 compagnies de la Franche-montagne
- La garnison de Lons
  - 4 compagnies de dragons
  - 2 compagnies du régiment du Baron de Chastenois
  - 5 compagnies de miliciens
- Le régiment impérial du Comte de Berg (280 hommes), affecté à la défense du fort Saint-André
- La compagnie de Lacuzon (130 hommes)
- 8 compagnies doloises
- 120 volontaires de Poligny[4]

## Déroulement des combats
Le 4 juin, les Français se présentent aux portes de la ville vers les 8 heures du matin et s'emparent du couvent des Carmes, que le commandant de la garnison s'empresse d'incendier, ainsi que les faubourgs « Chantave » et « Galvot ». Les jours suivants se succèdent sans combats. 
Le 6 juin, les assiégeants, qui dressaient des tentes au pied du mont Ivory, sont délogés à coups de canon depuis le fort Guyon. Le lendemain, c'est une batterie installée dans les vignes de « Pré-Moreau » et une autre « Derrière-les-Peteaux » qui forcent les Français à reculer. Le 11 juin, les Français récupèrent les troupes qui venaient de faire tomber Dole et établissent trois batteries composées chacune de trois canons portant des boulets de 25 livres, l'une sur la montagne Saint-André, l'autre contre le fort de « Champ-Reffond » et la troisième contre le fort de Bracon.
Le 12, les canons de Bracon et de « Saint-André » tirent sur les Français, qui ripostent pendant 36 heures. Ils arrivent ainsi à percer la muraille au niveau du fort de « Champ-Reffond », obligeant les troupes de Salins à se retrancher plus bas dans la ville, où ils sont assaillis par l'infanterie et la cavalerie. Une heure après, la redoute de « la Croix-Beschet » tombe. L'assaut est donné contre le fort Saint-André et dure jusqu'au lendemain à 4 heures du matin, sans succès. Le 16, les Français ne peuvent forcer la résistance de la redoute de « Montrond » et du fortin de l'ermitage Saint-Jean ; mécontents, ils se vengent en canonnant toute la journée la ville et ses forts. Le 17, les assiégés tentent une sortie et détruisent une partie du camp ennemi. Dans le même temps, plusieurs jeunes gens de la ville sous la conduite d'un capitaine assaillent, vers la porte « Oudin », quelques compagnies d'infanterie qui sont contraintes de fuir.
Le 18, les Français canonnent sans cesse la ville. La veille, 300 femmes et jeunes filles, qui portaient des vivres à la garnison du fort Saint-André, sont prises sous le feu des Français. Le 19, les canons français prennent pour cible le fort Saint-André et la redoute de « Montrond ».

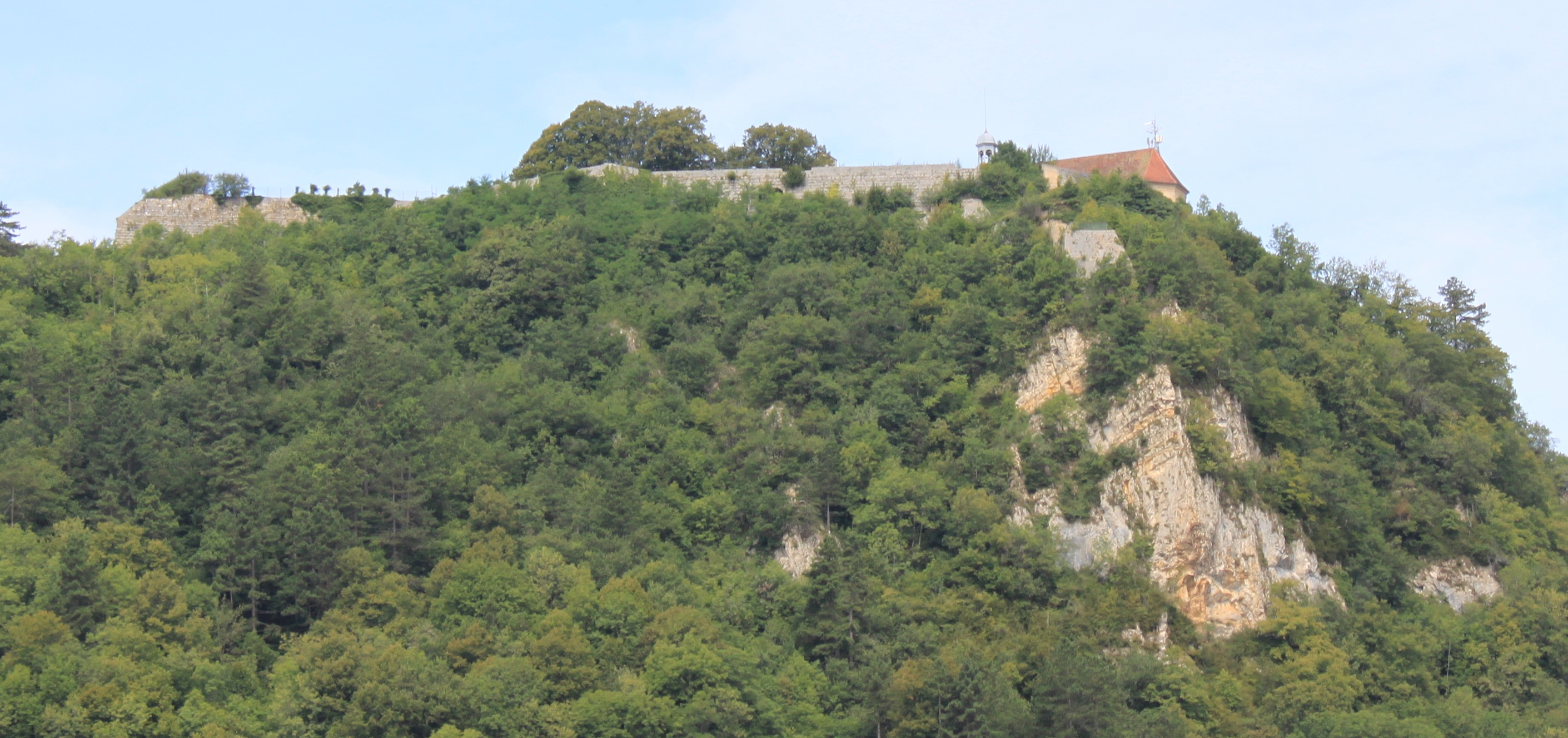
Le fort Saint-André de nos jours

Le 20, le fort étant en feu, Pontamougeard et le comte de Berg décident de l'abandonner à l'ennemi et d'envoyer la garnison à Salins. Perçu par les autres soldats comtois comme un signe de défaite, un mouvement de panique s'empare des garnisons des forts de Bracon, de Saint-Martin et de « la Rate », qui tombent tous entre les mains des assaillants. Forts de ce succès, les Français tentent d'entrer en ville, mais ils sont repoussés par les milices venues sur les remparts. 
Devant le péril imminent, les magistrats, les notables et le conseiller du roi (d'Espagne) se réunissent à la maison de la ville et conviennent d'envoyer un tambour auprès du duc pour demander une trêve et proposer une capitulation. La trêve est accordée à la condition que la ville et la garnison envoient des otages. Le duc de Feuillade acceptait les termes de la capitulation si le dernier fort encore debout se rendait. Pendant les négociations, Lacuzon, n'acceptant pas la reddition, continue de faire tirer ses canons depuis la tour de Cicon, qu'il était chargé de défendre.
Après bien des tergiversations, du fait que le fort dont il s'agit était le fort Belin, sur lequel la ville n'avait aucune autorité car il ne dépendait que de Pontamougeard, le commandant Pourtier, son subalterne, quitte son fort non sans avoir fait jeter la poudre des munitions dans les citernes, vider les tonneaux de vin et distribuer la farine. L'ancienne ville libre qu'était Salins tombe le 21 juin 1674, et en 1678, le traité de Nimègue permet le retour de la Franche-Comté à la France, définitivement, cette fois-ci. 

## Conséquences
Le lendemain, 500 Français entrent et défilent dans Salins, qui devient définitivement française. Le siège de Salins sera le plus coûteux en vies humaines pour la France ; entre 2 000 et plus de 3 000 morts, selon certaines sources. Il est, de même, le plus important et le plus symbolique siège de la campagne, puisqu'il s'agit de la dernière grande ville comtoise à tomber. C'était aussi la dernière réserve de soldats du comté de Bourgogne. Avec la prise de Salins, sans intervention extérieure de l'Espagne ou du Saint-Empire, il n y a plus de possibilité de contre-attaque, voire de résistance : le destin de la province est scellée. 
À partir de ce moment, restent les secteurs de Saint-Claude et Luxeuil, qui tomberont dans les semaines suivantes. Le dernier coup de mousquet de la campagne comtoise de la guerre de Hollande sera donné au château de Sainte-Anne, qui se rendra le 10 juillet.